# Брайко Енев
Брайко Енев е български революционер, родом от село Копривщица и участник в Априлското въстание от 1876 г.
Брайко Енев получава образование в родния си град. Преди началото на подготовката на предстоящият бунт се препитава като търговец. Дейността му е успешна и когато се връща у дома си има възможност да участва с финансови средства в осигуряването на съзаклятието. Между другото успява да се задоми и придобие многолюдна челяд, за която да полага необходимите бащински грижи.
Подготовката на въстанието минава и през сформиранане на бойни единици – стотни (групи до сто боеца). За четоводци са определени Цоко Будин, Брайко Енев, Илия Мангъров, Вельо Сиреков, Стоян Нейчев и Гаврил Хаджитодоров. След като броят на стотните се увеличава значително, Революционния комитет назначава Найден Попстоянов за хилядник на копривщенските въстаници. Въпреки срещаните трудности Брайко Енев успява да превърне своята стотна в добре подготвена бойна единица, със собствен боен ред и тактика.
Когато на 20 април 1876 г. в селото пристига кърсердаринът Неджиб ага с цел да предотврати въстанието, Брайко Енев е повикан на „заседание“ в конака. Човекът не се съобразява с „поканата“, а бяга и се упътва към къщата на Рашко Хаджистойчев, където е свикано спешно заседание на Революционния комитет, председателстван от Тодор Каблешков. По негова собствена идея комитетът му възлага задачата да се предаде доброволно на властите, за да могат той и другарите му да добият представа за намеренията на врага. Така копривщенецът е арестуван и затворен в конака. След победата и бягството към Клисура на Неджиб ага, Брайко е освободен. С оглед подсигуряването на местната самоотбрана стотните са разпратени да охраняват ключови позиции в околностите на Копривщица и по пътищата към съседните села. Стотната му е поставена в местността Устието, но е и изпращана да повдига духовете на комшиите от тези села за борба с поробителя.
Брайко Енев пада убит в битка в околностите на град Панагюрище през месец юли 1876 г.
В родния дом на Брайко Енев, стара възрожденска къща на 180 години, е роден и живее до смъртта с през 2003 г. последният бохем на Копривщица от старото време, Александър Божинов.